# Hydroginella fascicula
Hydroginella fascicula is een slakkensoort uit de familie van de Marginellidae. De wetenschappelijke naam van de soort is voor het eerst geldig gepubliceerd in 1957 door Laseron.